# An American Paradox
An American Paradox is het vierde studioalbum van de Amerikaanse punkband Strung Out. Het album werd uitgegeven op 23 april 2002 via Fat Wreck Chords. Hoewel het goed werd ontvangen, is An American Paradox het eerste album van de band dat later niet is heruitgegeven. Het is tevens het eerste album van Strung Out dat een plaats in de Billboard 200-hitlijst bemachtigde.

## Nummers
1. "Velvet Alley" - 3:02
2. "Kill Your Scene" - 2:09
3. "Alien Amplifier" - 2:36
4. "Cult Of The Subterranean" - 2:59
5. "Lubricating The Revolution" - 1:49
6. "The Kids" - 3:01
7. "Unkoil" - 4:54
8. "Contender" - 2:13
9. "Satellite" - 3:56
10. "An American Paradox" - 2:36
11. "Dig" - 2:54
12. "Razor Sex" - 2:56
13. "Cemetery" - 3:30
14. "Don't Look Back" - 2:40

## Band
- Jason Cruz - zang
- Jake Kiley - gitaar
- Rob Ramos - gitaar
- Chris Aiken - basgitaar
- Jordan Burns - drums